# Keravanjärvi
Keravanjärvi är en sjö i Mäntsälä kommun i Finland.   Den ligger i landskapet Nyland, i den södra delen av landet, 50 km norr om huvudstaden Helsingfors. Keravanjärvi ligger 86,2 meter över havet. I omgivningarna runt Keravanjärvi växer i huvudsak barrskog. Arean är 77,5 hektar och strandlinjen är 4,84 kilometer lång. Sjön  ingår i Vanda å huvudavrinningsområde. 